# Lũng Nặm
Lũng Nặm là một xã thuộc tỉnh Cao Bằng, Việt Nam.

## Địa lý
Xã Lũng Nặm nằm ở phía bắc tỉnh Cao Bằng, có vị trí địa lý:
- Phía đông giáp xã Tổng Cọt
- Phía tây giáp xã Trường Hà
- Phía nam giáp xã Hà Quảng
- Phía bắc giáp Trung Quốc.

Xã Lũng Nặm có diện tích 97,59 km², dân số năm 2025 là 7.221 người, mật độ dân số đạt 74 người/km².
Trên địa bàn xã Lũng Nặm có các ngọn núi như: Đán Khoa, Đông Piảo, Làng Rủn, Lì Là, Luông, Lũng Khuyên, Lũng Mảng, Lũng Nhẻ, Lũng Rạch, Ngườm Rống, Pài Thước, Phác Sỉ, Thăm Ma, Thiêng Hoài và đồi Lũng Chung.
Tỉnh lộ 210 chạy qua địa bàn xã Lũng Nặm đến khu di tích Pác Bó ở xã Trường Hà lân cận. Đồn biên phòng Nặm Nhũng quản lý tuyến biên giới của xã.

## Hành chính
Xã Lũng Nặm được chia thành 12 xóm: Cáy Tắc, Kéo Quyẻn, Cả Giểng, Cả Gioỏng, Lũng In, Lũng Luông, Lũng Tú, Nặm Nhũng, Tổng Pỏ, Nặm Sấn, Rằng Rụng, Lũng Chẩn.

## Lịch sử
Địa bàn xã Lũng Nặm hiện nay trước đây vốn là ba xã Lũng Nặm, Kéo Yên và Yên Lũng thuộc huyện Hà Quảng.
Ngày 10 tháng 6 năm 1981, Hội đồng Chính phủ ban hành Quyết định 245-CP về việc:
- Tách các xóm Ảng Bó, Kéo Quyển của xã Vân An; các xóm Nặm Rím, Thiêng Vài của xã Kéo Yên và các xóm Pó Tán, Cà Diễng, Bó Thon, Lũng In, Tổng Pó của xã Thượng Thôn để sáp nhập vào xã Lũng Nặm
- Sáp nhập xã Yên Lũng và xã Kéo Yên (trừ hai xóm Nặm Rím, Thiêng Vài) thành xã Kéo Yên.

Ngày 9 tháng 9 năm 2019, Hội đồng Nhân dân tỉnh Cao Bằng ban hành Nghị quyết số 27/NQ-HĐND về việc sáp nhập một số xóm thuộc hai xã Lũng Nặm và Kéo Yên.
Trước khi sáp nhập, xã Lũng Nặm có diện tích 26,97 km², dân số là 1.421 người, mật độ dân số đạt 53 người/km², có 10 xóm: Kéo Quyẻn, Cả Diểng, Cả Gioỏng - Bò Thon, Lũng In, Nặm Nhũng, Tỏng Bỏ, Thiêng Đoài, Nặm Sấn, Lũng Cọ, Thin Tẳng. Xã Kéo Yên có diện tích 20,46 km², dân số là 1.292 người, mật độ dân số đạt 63 người/km², có 8 xóm: Bó Sóp, Cáy Tắc, Cò Lỳ, Lũng Hoài, Lũng Luông, Lũng Tú, Lũng Vài, Rằng Rụng.
Ngày 10 tháng 1 năm 2020, Ủy ban Thường vụ Quốc hội ban hành Nghị quyết số 864/NQ-UBTVQH14 về việc sắp xếp các đơn vị hành chính cấp huyện, cấp xã thuộc tỉnh Cao Bằng (nghị quyết có hiệu lực từ ngày 1 tháng 2 năm 2020). Theo đó, sáp nhập toàn bộ diện tích và dân số của xã Kéo Yên vào xã Lũng Nặm.